# Brenandendron donianum
Brenandendron donianum é uma planta da família Asteraceae, nativa da África Centro-Ocidental e Ocidental.

## Descrição
Brenandendron donianum cresce como um arbusto ou árvore, medindo 6–30 ft (2–9 m) de altura. Os seus ramos e inflorescências são púberes. As inflorescências apresentam flores brancas ou roxas.

## Distribuição e habitat
Brenandendron donianum é nativa de uma área que vai da Guiné à República Democrática do Congo. O seu habitat encontra-se em florestas.